# Xã East Lincoln, Quận Logan, Illinois
Xã East Lincoln (tiếng Anh: East Lincoln Township) là một xã thuộc quận Logan, tiểu bang Illinois, Hoa Kỳ. Năm 2010, dân số của xã này là 8.813 người.